# Mental Suicide
Mental Suicide è un cortometraggio del 1913 diretto da Allan Dwan. Prodotto dalla Rex Motion Picture Company, fu distribuito dalla Universal Film Manufacturing Company  e uscì in sala il 27 luglio 1913.